# 16 Dywizja Lotnictwa Szturmowego
16 Dywizja Lotnictwa Szturmowego (16 DLSz) – związek taktyczny lotnictwa szturmowego ludowego Wojska Polskiego.

## Formowanie i zmiany organizacyjne
Dywizja organizowana była w ramach dwuletniego planu przyspieszonego rozwoju wojska. Na podstawie rozkazu ministra obrony narodowej nr 0036/Org. z 7 kwietnia 1951, w Słupsku rozpoczęto formowanie dowództwa dywizji.
Wobec załamania się planu przyspieszonego rozwoju lotnictwa, minister obrony narodowej, rozkazem nr 0078/Org. z 19 listopada 1952, polecił dowódcy Wojsk Lotniczych wprowadzić nową organizację dywizji.
W 1953 dywizja została podporządkowana dowódcy 3 Korpusu Lotnictwa Myśliwskiego, a później 3 Korpusu Lotnictwa Mieszanego.
W 1967 16 Dywizja Lotnictwa Szturmowego została przemianowana na 2 Brandenburską Dywizję Lotnictwa Myśliwsko-Szturmowego.

## Struktura organizacyjna
W skład 16 DLSz  miały wchodzić następujące jednostki: 
- 6 pułk lotnictwa szturmowego
- 53 pułk lotnictwa szturmowego
- 57 pułk lotnictwa szturmowego
- 56 kompania łączności
- 48 Ruchome Warsztaty Remontu Lotnictwa

Po korektach w 1952 roku struktura była następująca:
- 6 pułk lotnictwa szturmowego
- 51 pułk Lotnictwa szturmowego
- 53 pułk lotnictwa szturmowego
- 56 kompania łączności
- 48 Ruchome Warsztaty Remontu Lotnictwa

Od roku 1963 w skład dywizji myśliwsko-szturmowej wchodziły:
- 5 pułk lotnictwa myśliwsko-szturmowego
- 6 pułk lotnictwa myśliwsko-szturmowego
- 51 pułk lotnictwa myśliwsko-szturmowego
- 53 pułk lotnictwa myśliwsko-szturmowego
- 56 kompania łączności
- 48 Ruchome Warsztaty Remontu Lotnictwa

## Dowódcy dywizji
- płk pil. Mikołaj Taralin (1952 -1954)
- płk pil. Aleksander Dufajn (1954-1958)
- płk pil. Jerzy Bażanow (1959 -1963)
- gen. bryg. pil. Józef Jacewicz (1963 -1964)
- gen. bryg. pil. Jerzy Łagoda (1964 -1970)